# Rijksbeschermd gezicht Bergen - Tuindorp Oostbuurt
Gezicht Bergen - Tuindorp Oostbuurt is een van rijkswege beschermd dorpsgezicht in Bergen in de Nederlandse provincie Noord-Holland. De procedure voor aanwijzing werd gestart op 18 maart 2003. Het gebied is nog niet definitief aangewezen. Het beschermd gezicht beslaat een oppervlakte van 4,8 hectare.
Panden die binnen een beschermd gezicht vallen krijgen niet automatisch de status van beschermd monument. Wel zal de gemeente het bestemmingsplan aanpassen om nieuwe ontwikkelingen in het gebied te reguleren. De gezichtsbescherming richt zich op de stedenbouwkundige en cultuurhistorische waardering van een gebied en wil het toekomstig functioneren daarvan veiligstellen.